# Petrányi Ferenc
Petrányi Ferenc (Budapest, 1890. január 6. – Budapest, 1935. december 18.) kertész.

## Életrajza
1907 és 1910 között végzett a Kertészeti Tanintézetben, majd előbb a fővárosi kertészetben, 1912-től pedig a temesvári Niemetz kertépítő irodában dolgozott, és a németországi dísznövénytermesztést tanulmányozta. 1913-ban került a Kertészeti Tanintézethez, ahol rövidesen a dísznövényüzem vezetője lett.
1925-ben átvette a díszkertészet oktatását; 1929-ben rendes tanárrá nevezték ki.

## Munkássága
Jelentős szerepe volt a kertészeti kiállítások rendezésében.

## Főbb munkái
- Dísznövénytermesztés (Budapest, 1934)
- Virág- és díszkertészet (Budapest, 1935)